# Grid GridCase
Grid GridCase (GridCase) је професионални рачунар фирме Grid који је почео да се производи у Сједињеним Америчким Државама током 1985. године.
Користио је 80C86 микропроцесорску јединицу а RAM меморија рачунара је имала капацитет од 128 KB до 512 KB. 
Као оперативни систем кориштен је MS-DOS 2.11, Grid-OS.

## Детаљни подаци
Детаљнији подаци о рачунару GridCase су дати у табели испод.
|                       |                                                  |
| [ 1 ]                 |                                                  |
| Произвођач            |                                                  |
| Тип                   | професионални рачунар                            |
| Меморија              | 128 до 512 KB                                    |
| Поријекло             | Сједињене Америчке Државе                        |
| Година                | 1985                                             |
| Тастатура             | 57-тастера, IBM PCjr-компатибилан                |
| Процесор              |                                                  |
| Фреквенција процесора | 4,77                                             |
| RAM                   | 128 до 512 KB                                    |
| ROM                   | Све до 512KB                                     |
| Текст                 | 80 знакова x 25 линија                           |
| Графика               | 640 x 200 пиксела                                |
| Боја                  | једна боја                                       |
| Звук                  | уграђени звучник                                 |
| Димензије             | 28,5 (ширина) x 38 (дубина) x 5,7 (висина) / 5,8 |
| Портови               |                                                  |
| Оперативни систем     |                                                  |